# Родні Маллен
Джон Родні Маллен (англ. John Rodney Mullen) або просто Родні Маллен — американський професійний скейтер. Йому приписують винахід безлічі базових трюків, серед яких kickflip (спочатку, в 1983 році названий «magic flip»), impossible та ollie.

## Дитинство
Родні Маллен народився 17 серпня 1966 року в місті Гейнсвілл, штат Флорида. Він почав займатися скейтбордингом 1 січня 1977 року і пообіцяв батькові, що припинить, як тільки отримає серйозну травму. Родні почав кататися в повному комплекті захисної екіпіровки. У той же час він починає спілкуватися з друзями своєї сестри, які також займалися скейтбордингом.

## 1990-ті— дотепер
На початку 90-х, через зменшення популярності фрістайлу, Маллен переходить від нього до стріт-стилю.
У 1991 році Маллен приєднується до команди про-скейтерів Plan B. Майк Тернаскі (англ. Mike Ternasky), засновник компанії Plan B, вплинув на стиль катання Маллена. В результаті, на відео «Questionable» (1992 рік), Маллен катається в стилі стріт. У цьому відео він показує раніше невідомі трюки, такі як Triple Kickflip, Kickflip Underflip та Casper Slide.
У 1993 році виходить відео «Virtual Reality». У ньому Маллен показує новий трюк — Darkslide.
У 1994 році, після смерті Майка Тернаскі, Маллен йде з Plan B. У 1997 році він засновує компанію A-Team. У тому ж році, Родні Маллен пропонує своєму другові, професійному скейтеру Дайвону Сонгу (англ. Daewon Song), знятися у відео «Rodney Mullen vs. Daewon Song».
Пізніше, на рубежі 90-х років, Маллен «з'явився» у СНД в культовому фільмі «Досягаючи неможливого» (Gleaming the Cube) з Крістіаном Слейтером у головній ролі. В цьому художньому фільмі знімалися відомі професіонали Тоні Гок (Tony Hawk), Стейсі Перальта (Stacy Peralta), Майк Велейлі (Mike Vallely) та інші. Родні дублював головного героя в особливо складних трюках. Його двохвилинне «соло» на скейтборді в самому кінці фільму вражає і скейтерів всіх поколінь, і навіть людей, далеких від спорту.
У 2003 році Маллен випускає автобіографію «The Mutt: How to skateboard and not kill yourself».

## Винахід трюків
- Godzilla rail flip (1979)[4]
- 540 shuv-it (1979)[4]
- 50/50 Saran wrap (1979)[4]
- 50/50 Casper (1980)[4]
- Helipop (1980)[4]
- Flatground ollie (1981)[4]
- Gazelle flip (1981)[4]
- No-handed 50/50 (1981)[4]
- No-handed 50/50 kickflip[1]
- Kick flip (1982)[4]
- 540 double kickflip[1]
- Heel flip (1982)[4]
- Double heelflip[1]
- Impossible (1982)[4]
- Caballerial impossible[1]
- Sidewinder (1983)[4]
- 360 flip (1983)[4]
- Switch 360 flip[1]
- 360 pressure flip (1983)[4]
- Casper 360 flip (1983)[4]
- Half-cab kick flip (1983)[4]
- 50/50 sidewinder (1983)[4]
- One-footed ollie (1984)[4]

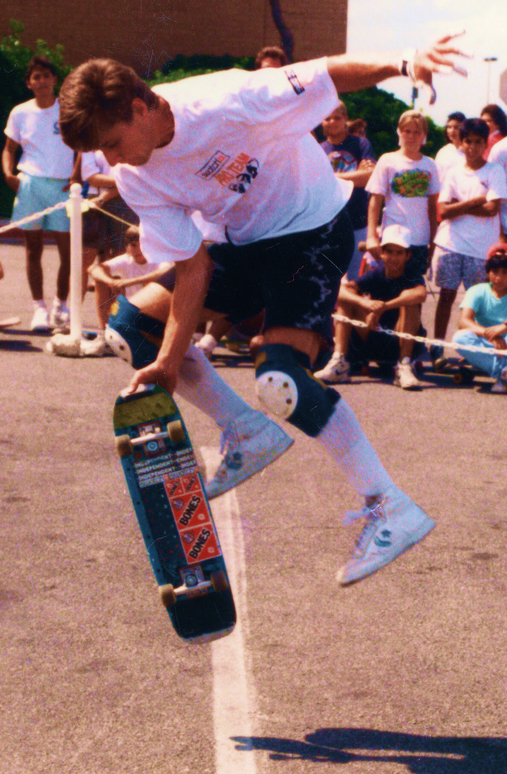
Родні Маллен, 1988

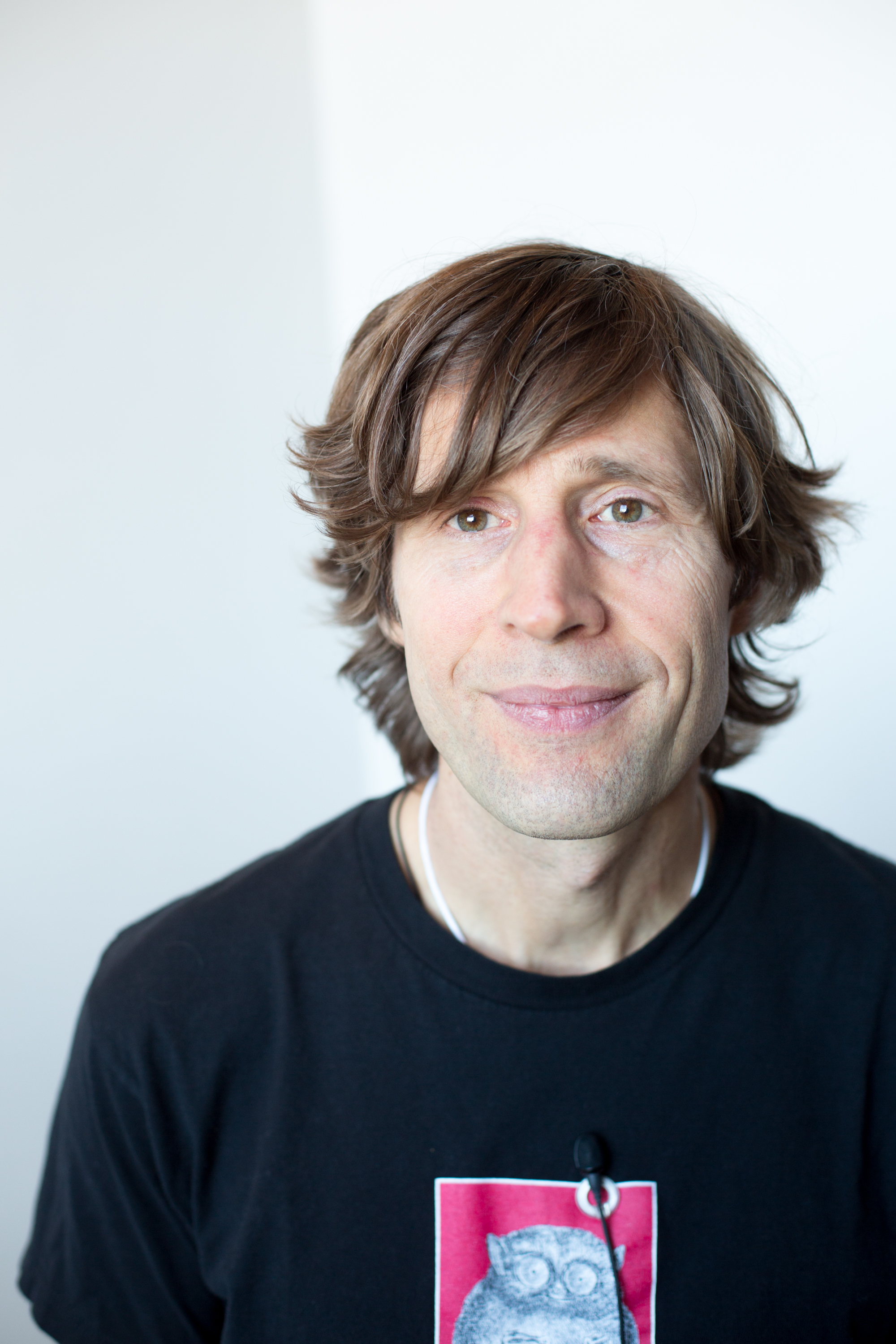
Родні Маллен, 2013

- Backside flip (Backside 180 Kickflip) (1984)[4]
- Ollie nosebone (1986)[4]
- Ollie finger flip (1986)[4]
- Airwalk (1986)[4]
- Frontside heel flip shove-it (1988)[4]
- Switchstance 360 flip (1990)[4]
- Helipop heel flip (1990)[4]
- Kick flip under flip (1992)[4]
- Half-cab kickflip underflip(ПИДДЭ)[1]
- Casper slide (1992)[4]
- Half flip darkslide[4]
- Handstand flips[1]
- Primo grind-Primo slides
- Rusty slide[1]

## Відеографія
- Powell Peralta: Skateboarding in the '80's (1982)
- Powell Peralta: The Bones Brigade Video Show (1984)
- Powell Peralta: Future Primitive (1985)
- Powell Peralta: Public Domain (1988)
- Gleaming the Cube (1989)
- World Industries: Rubbish Heap (1989)
- Plan B: Questionable (1992)
- Plan B: Virtual Reality (1993)
- Plan B: Second Hand Smoke (1995)
- Rodney Mullen vs. Daewon Song (1997)
- Rodney Mullen Vs. Daewon Song Round 2 (1999)
- Globe: Opinion
- Almost: Round Three (2004)
- Transworld: Show Me the Way (Darkslide)
- Tony Hawk's Secret Skatepark Tour (2005)
- Globe: United by Fate (2008)
- Tony Hawk's Pro Skater HD (2010)
- Bones Brigade: An Autobiography (2012)

## Фільмографія
- Gleaming the Cube (1989) — дублер для Крістіана Слейтера
- The Secret Life of Walter Mitty (2013) — дублер для Бена Стіллера